# Anita Bijsterbosch
Anita Bijsterbosch (Apeldoorn, 7 januari 1961) is een Nederlands kinderboekenschrijfster en illustratrice.

## Biografie
Anita Bijsterbosch werd geboren in Apeldoorn. Als kind las en bestudeerde ze al graag prentenboeken. Deze ging ze later natekenen en verzon daar toen haar eigen verhaaltjes bij. Na haar middelbare school ging zij schilder- en tekenlessen volgen bij galerieën in de buurt van haar woonplaats. Ze leerde daar veel uit tekenboeken.

## Loopbaan
Bijsterbosch debuteerde in 2012 haar eerste prentenboek Woesj!. Dit boek werd uitgegeven door Clavis. Haar boek De zoektocht van papa Zeepaardje kreeg in januari 2016 de Kiddo Leespluim.